# 普斯托哈
49°41′0″N 28°43′24″E / 49.68333°N 28.72333°E
普斯托哈（烏克蘭語：Пустоха），是烏克蘭的村落，位於該國西南部文尼察州，由赫米利尼克區負責管轄，始建於1470年，面積8.32平方公里，海拔高度267米，2001年人口158，人口密度每平方公里18.99人。